# Волица
Волица (слч. Volica) насељено је мјесто са административним статусом сеоске општине (слч. obec) у округу Медзилаборце, у Прешовском крају, Словачка Република.

## Становништво
| Година:    | 1994. | 2004.    | 2014.   | 2024.    |
| ---------- | ----- | -------- | ------- | -------- |
| Број људи: | 366   | 326      | 298     | 254      |
| Разлика:   |       | -10,92 % | -8,58 % | -14,76 % |

| Година:    | 2023. | 2024.   |
| ---------- | ----- | ------- |
| Број људи: | 259   | 254     |
| Разлика:   |       | -1,93 % |

Према подацима о броју становника из 2024. године насеље је имало 254 становника.